# Monte Hayachine
Monte Hayachine (早池峰山 Hayachine-san?) es la montaña más alta de los montes Kitakami, ubicada en la región de Tōhoku en el norte de Honshū, Japón. Con una elevación de 1.917 m, es el segundo más alto de la prefectura de Iwate, después del Monte Iwate. El monte Hayachine es mencionado en las 100 famosas montañas japonesas, un libro escrito en 1964 por Kyūya Fukada. La montaña se encuentra en los límites de los municipios de Hanamaki, Tōno y Miyako, al este de Morioka, capital de la prefectura.

## Características
El monte Hayachine, popular entre los senderistas, está compuesto de peridotita olivina y roca serpentina, y es inusual porque se encuentra más al este que otras grandes montañas en Honshū, y es geológicamente parte de la formación más antigua de Japón. Existen muchas especies de plantas y flores alpinas que son endémicas del área. También es la ubicación más al sur del abeto de Sajalin. Por estas razones, 1.370 hectáreas fueron declaradas Área Especial de Conservación Natural el 17 de mayo de 1975 por el gobierno nacional. El 10 de junio de 1982, 5.463 hectáreas adicionales llegaron a convertirse en el Parque Quasi Nacional de Hayachine.

## Montaña sagrada

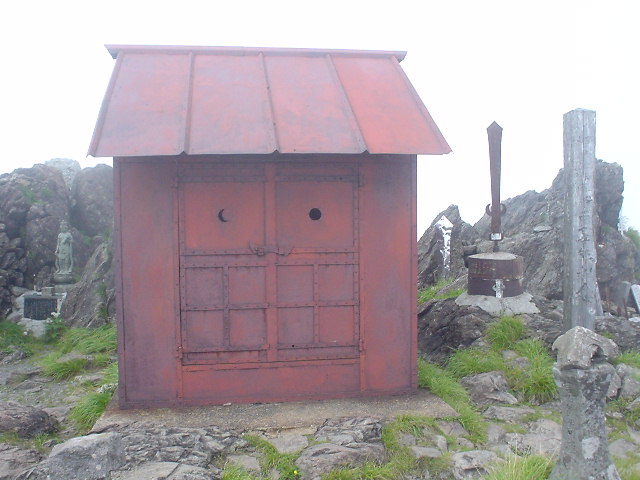
Santuario en las laderas del monte Hayachine.

Monte Hayachine era venerado por los yamabushi, eremitas budistas japoneses seguidores de la doctrina del Shugendō, una integración del budismo esotérico de la escuela Shingon con elementos del taoísmo y el sintoísmo.
Existe una tradición de realizar un "entretenimiento divino" en forma de kagura desde el siglo XIV o XV, como un medio para adorar al Monte Hayachine como deidad. El denominado kagura de Hayachine que se celebra cada 1 de agosto en el santuario está inscrito en 2009 como Patrimonio cultural inmaterial de la Humanidad de la UNESCO.